# Waiting for Tonight
"Waiting for Tonight" je dance-pop pjesma američke pjevačice Jennifer Lopez. Objavljena je 16. studenog 1999. kao treći singl s albuma On the 6 u izdanju diskografske kuće Epic Records.

## O pjesmi
Pjesma je u originalu snimljena za ženski pop trio 3rd Party za njihov album iz 1999. Alive. Pjesmu je Lopez obradila 1999. godine za svoj debitantski album On the 6. Postoji i španjolska verzija pjesme imena "Una Noche Más". Godine 2006. talijanski house trio Lil' Love objavio je svoju verziju pjesme. Njihova verzija pjesme korištena je u dance videoigri Dance Dance Revolution. 200. godine Lopezina verzija pjesme nominirana je za Grammy nagradu u kategoriji Najbolja dance pjesma. Iste godine, spot za pjesmu nominiran je na MTV-jevim glazbenim video nagradama u kategorijama: Najbolji dance video (nagrada osvojena) te najbolja koreografija. Singl je uspjeh na top listama singlova zabilježio krajem 1999. godine zbog svoje teme koja govorio prelasku milenija. Singl je bio veliki klupski hit.

## Popis pjesama

### "Waiting for Tonight"
Australski CD singl
1. "Waiting for Tonight" (albumska verzija)
2. "Waiting for Tonight" (Pablo's Miami Mix Spanglish Radio Edit)
3. "Waiting for Tonight" (Hex's Momentous Radio Mix)
4. "If You Had My Love" (Metro Mix)

Britanski CD singl
1. "Waiting for Tonight"
2. "Waiting for Tonight" (Metro Mix)
3. "Waiting for Tonight" (Pablo's Miami Mix Radio Edit)

Amreički 12-inčni singl
1. "Waiting for Tonight" (Metro Club Mix)
2. "Waiting for Tonight" (Album Version)
3. "Waiting for Tonight" (Pablo Flores Miami mix)

### "Una Noche Más"
CD singl
1. "Una Noche Más" (Pablo Flores Miami Mix Radio - Spanish)
2. "Una Noche Más" (Pablo Flores Miami Mix Radio - Spanglish)
3. "Una Noche Más" (Pablo Flores Miami Mix - Spanish)
4. "Una Noche Más" (Pablo Flores Miami Mix - Spanglish)
5. "One Night"

### Lil' Love
1. "Waiting for Tonight" (Extended Club Mix)
2. "Tonight"
3. "Waiting for Tonight" (L.O.B. Remix)

### The JL Project
1. "Waiting for Tonight"
2. "Waiting for Tonight"
3. "Waiting for Tonight"

## Videospot
Spot za pjesmu snimljen je 1999. godine pod redateljskom palicom Francisa Lawrencea. Video počinje scenom buđenja sunca nad gradom. Lopez se budi, gleda se o zrcalo, a u stanu se svijetla pale. Zatim je Lopez prikazana u prirodi. U nastavku videa Lopez je na zabavi koju je sama priredila. Na jednom djelu zabave prikazan je veliki digitalni sat na kojem su dvije minute te do ponoći. Kada dođe minuta do ponoći glazba stane i svi čekaju ponoć. Kada prođe ponoć na satu je napisano 2000., i zabava se nastavi. Video je do sada na YouTubeu pregledan više od 4 milijuna puta.

## Top liste
| Top liste (1999.)       | Pozicija |
| ----------------------- | -------- |
| Australija              | 4        |
| Austrija                | 24       |
| Belgija (Flandrija)     | 15       |
| Belgija (Valonija)      | 4        |
| Finska                  | 8        |
| Francuska               | 10       |
| Njemačka                | 15       |
| Novi Zeland             | 5        |
| Norveška                | 11       |
| Švedska                 | 16       |
| Švicarska               | 14       |
| Ujedinjeno Kraljevstvo  | 5        |
| SAD Billboard Hot 100   | 8        |
| SAD Hot Dance Club Play | 1        |

## Certifikacije
| Država      | Certifikacija | Prodaja |
| ----------- | ------------- | ------- |
| Australija  | platinasta    | 70.000  |
| Francuska   | srebrna       | 165.000 |
| Novi Zeland | zlatna        | 7.500   |